# Leling
Ne doit pas être confondu avec Lelling.
Leling (乐陵 ; pinyin : Lèlíng) est une ville de la province du Shandong en Chine. C'est une ville-district placée sous la juridiction administrative de la ville-préfecture de Dezhou.

## Démographie
La population du district était de 636 366 habitants en 1999.